# Bourbondemokraterne
Bourbondemokraterne var et begreb som man brugte i USA fra 1876 til 1904 til at henvise til konservative eller klassisk liberale medlemmer af det Demokratiske Parti, specielt dem som støttede præsident Grover Cleveland i 1884–1896 og Alton B. Parker i 1904.  Efter 1904 gled bourbonerne væk. Woodrow Wilson, som havde været bourbondemokrat, nåede til enighed med William Jennings Bryan i 1912.
Bourbondemokraterne repræsenterede erhvervslivets interesser, støttede blandt andet jernbanen, var fortalere for laissez-faire kapitalisme (som omfattede modstand mod de protektionistiske republikanere), modsatte sig imperialisme, kæmpede for guldstandarden og mod bimetallisme. De var meget stærkt for reformbevægelser og mod korruption. Korruptionsbekæmpelsen gav dem mange af stemmerne fra de republikanske Mugwumps i 1884.